# La Muntanya (Saus, Camallera i Llampaies)
La Muntanya és una muntanya de 83 metres que es troba al municipi de Saus, Camallera i Llampaies, a la comarca catalana de l'Alt Empordà.